# لی ارنبرگ
لی ارنبرگ (به انگلیسی: Lee Arenberg) (زاده ۱۸ ژوئیه ۱۹۶۲) بازیگر آمریکایی است.
از فیلم‌های معروف او می‌توان به فیلم دزدان دریایی کارائیب اشاره کرد.

## فیلم‌شناسی
فهرست برخی از فیلم‌ها و مجموعه های تلویزیونی که لی ارنبرگ در آنها به ایفای نقش پرداخته است:
- دزدان دریایی کارائیب: نفرین مروارید سیاه
- دزدان دریایی کارائیب: صندوقچه مرد مرده
- دزدان دریایی کارائیب: پایان جهان
- روزی روزگاری
- کالیفرنیکیشن
- روزی روزگاری در سرزمین عجایب
- سرزمین اژدها
- تیپهدس